# Alexa - Vita da detective
Alexa - Vita da detective (My Life Is Murder) è una serie televisiva australiana e neozelandese prodotta dal 2019.
La prima stagione della serie è andata in onda in Australia su Network 10 dal 17 luglio al 18 settembre 2019. Dalla seconda stagione la serie viene trasmessa in prima visione in Nuova Zelanda su TVNZ 1 dal 9 agosto 2021.
In Italia, la serie è trasmessa in prima visione da Giallo a partire dal 20 novembre 2024.

## Trama
Alexa Crowe, un'ex detective della polizia di Melbourne, nonostante il suo ritiro, continua a essere coinvolta in casi misteriosi grazie al suo talento investigativo e alla sua determinazione. Intelligente, sarcastica e indipendente, Alexa affronta ogni indagine con acume e ironia, affiancata dalla brillante analista della polizia Madison Feliciano, che la supporta nella ricerca di informazioni. Ogni episodio ruota attorno a un nuovo crimine da risolvere, mettendo in luce l'intuito e l'esperienza della protagonista.
Oltre all'aspetto investigativo, la serie esplora anche la vita personale di Alexa, il suo rapporto con il fratello e la sua passione per il pane fatto in casa. Dopo la prima stagione ambientata in Australia, nella seconda si trasferisce in Nuova Zelanda, dove affronta nuove indagini.

## Episodi
| Stagione         | Episodi | Prima TV USA | Prima TV Italia |
| ---------------- | ------- | ------------ | --------------- |
| Prima stagione   | 10      | 2019         | 2024            |
| Seconda stagione | 10      | 2021         | 2025            |
| Terza stagione   | 10      | 2022         | inedita         |
| Quarta stagione  | 8       | 2024         | inedita         |

## Personaggi e interpreti

### Personaggi principali
- PI Alexa Crowe, interpretata da Lucy Lawless.
- Madison Feliciano, interpretata da Ebony Vagulans.
- DI Kieran Hussey, interpretato da Bernard Curry.
- Detective Harry Henare, interpretato da Rawiri Jobe.
- George Stathopoulos, interpretato da Alex Andreas.
- Reuben Wulf, interpretato da Joe Naufahu.

### Personaggi secondari
- Dr. Suresh (stagione 1), interpretato da Dilruk Jayasinha.
- Dawn Mason (stagione 1), interpretata da Kate McCartney, padrona di casa e vicina di Alexa.
- Will Crowe (stagioni 2–in corso), interpretato da Martin Henderson, fratello di Alexa.
- Captain Thunderbolt (stagione 1), il primo gatto domestico di Alexa, interpretato da Todd River.
- Chowder (stagioni 2–in corso), il secondo gatto domestico di Alexa, interpretato da Zeppelin.
- Beth (stagione 3), interpretata da Tatum Warren-Ngata, crittologa della Marina e amica gamer di Madison.
- Gerhardt (stagione 1), interpretato da Steffen Schweizer.
- Isla (stagione 2), interpretata da Laura Daniel.
- Olive Crowe (stagione 3), interpretata da Nell Fisher, nipote di Alexa e figlia di Will.

### Altri personaggi
- Joanne Argus, interpretata da Alicia Gardiner.
- Morgana Finch, interpretata da Alin Sumarwata.
- Enzo Pavone, interpretato da Bill Bailey.
- Tony Danovich, interpretato da Bruce Hopkins.
- Nikki Malone, interpretata da Danielle Cormack.
- Imogen Cavanagh, interpretata da Diana Glenn.
- Roger Sims, interpretato da Don Hany.
- Ginger Snaps, una drag queen, interpretata da Elektra Shock.
- Chloe Angel, una chiaroveggente, interpretata da Jane Harber.
- Needa, una drag queen, interpretata da Kita Mean.
- Dylan Giroux, un escort, interpretato da Lindsay Farris.
- Chef Brenda Levine, interpretata da Lisa Hensley.
- Lena, interpretata da Madeleine Sami.
- Miranda Lee, interpretata da Magda Szubanski.
- Zoe Swan, interpretata da Mavournee Hazel.
- Katrina Logan, interpretata da Nadine Garner.
- Dan, interpretato da Paul Denny.
- Clarissa Klein, interpretata da Renee O'Connor.
- Tye Danziger, interpretato da Richard Davies.
- Murray, interpretato da Roy Billing.
- Samuel Morgan, interpretato da Ryan Corr.
- Faith Cooper, interpretata da Simone Kessell.
- Frankie Jones, un cantante, interpretato da Temuera Morrison.
- Barton Wallwork, interpretato da William Shatner.

## Produzione
Nel febbraio 2025, AMC Networks ha annunciato una quinta stagione composta da otto episodi.